# تيريزا غازيتوا
تيريزا غازيتوا (بالبرتغالية: Teresa Gazitúa) (وُلدت في 14 ديسمبر 1941) هي فنانة وكاتبة تشيلية ولدت في سانتياغو تشيلي، حصلت على لقب أستاذة في الفنون الجميلة في عام 1967 وتخرجت عام 1968 بدرجة البكالوريوس في الفنون تخصص الرسم من الجامعة البابوية الكاثوليكية في تشيلي، كما عملت أستاذةً في الفنون في جامعة تشيلي والجامعة البابوية الكاثوليكية.
تعمل تيريزا في الطباعة الفنيَّة، وتعتبر واحدة من أوائل الفنانين التشيليين الذين قاموا بالبحث وإنشاء الورق باستخدام الألياف الطبيعية، كما وجدت الإلهام في البيئة الطبيعية، حيث كانت الصخور الملساء من نهر مايبو مؤثرةً تأثيرًا طبيعيًا في عملها. أُدرجت أعملها ضمن مجموعات مجموعة إسيكس للفنون من أمريكا اللاتينية. في عام 2010 رُشحت لجائزة ألتازور.